# Liste von Persönlichkeiten der Stadt Regensburg
Die folgende Liste beschäftigt sich mit den Persönlichkeiten der Stadt Regensburg.

## In Regensburg geborene Persönlichkeiten
Folgende Personen wurden in Regensburg bzw. im heutigen Stadtgebiet von Regensburg geboren:

### 9. bis 17. Jahrhundert
- Irmgard von Chiemsee (831/33–866), Tochter König Ludwig des Deutschen
- Efraim ben Isaak (≈ 1110–1175), Schriftgelehrter
- Heinrich von Ebrantshausen (≈ 112–1185), Graf von Riedenburg
- Berthold von Regensburg (≈1210–1272), Prediger
- Friedrich von Regensburg (n. 1250 – 1329), Laienbruder des Augustinerordens
- Israel Isserlein (1390–1460), Rabbiner
- Antonius Margaritha (≈1492–1542), jüdischer Konvertit
- Barbara Blomberg (1527–1597), Geliebte des Kaisers Karl V.
- Christoph II. Rosenhardt genannt Glockengießer (1529–1594), Glockengießer und Ratsgenannter
- Juan de Austria (1547–1578), Befehlshaber der spanischen Flotte und Statthalter
- Friedrich Thön (1559 – n. 1610), Bildhauer der Renaissance
- Gregor Aichinger (1564–1628), Komponist
- Jakob Zeller (1581–1620), Bildhauer, Kunstdrechsler und Elfenbeinschnitzer
- Michael Wolf (1584–1623), Mathematiker, Physiker, Logiker und Metaphysiker
- Johann Georg Fuchs (1614–1674), Jurist, Tagebuchautor im Dreißigjährigen Krieg
- Gottlieb Amadeus von Windisch-Graetz (1630–1695), Politiker und Diplomat
- Maria Benigna Franziska von Sachsen-Lauenburg (1635–1701), Prinzessin von Sachsen-Lauenburg
- Johann Matthias Testarello della Massa (1636–1693), Domherr und Historiker
- Johann Ludwig Prasch (1637–1690), Schriftsteller und Poetiker
- Georg Christoph Eimmart (1638–1705), Mathematiker und Kupferstecher
- Johann Georg Gichtel (1638–1710), Mystiker und Spiritualist
- Elias Räntz (1649–1732), Bildhauer
- Eleonore von Österreich (1653–1697), Königin von Polen und Herzogin von Lothringen
- Maria Anna Josepha von Österreich (1654–1689), Erzherzogin von Österreich
- Georg Philipp (1655–1702), Sohn von Reichsgraf Georg Reinhard von Ortenburg
- Johann Daniel Geier (1660–1735), sächsischer Feld- und Leibarzt und Naturwissenschaftler
- Christoph Ludwig Agricola (1665–1724), Landschaftsmaler
- Georg Andreas Agricola (1672–1738), Arzt und Botaniker
- Carl von Stein zu Nord- und Ostheim (1673–1733), kurfürstlich-mainzerischer Premierminister
- Johann Peter Schiltenberger (1684–1759), Rechtswissenschaftler und Hochschullehrer
- Leopold Johann Victorin von Windisch-Graetz (1686–1746), österreich-ungarischer Gesandter in Den Haag, k.k. Kämmerer und Geheimrat
- Johann Baptist Kraus (1700–1762), Fürstabt des Klosters Sankt Emmeram
- Georg von Werthern (1700–1768), Adeliger

### 18. Jahrhundert
- Johann Adam Schöpf (1702–1772), Maler
- Otto Gebhard (1703–1773), Maler
- Adam Friedrich von Seinsheim (1708–1779), Fürstbischof von Würzburg und Bamberg
- Georg Gottlieb Plato-Wild (1710–1777), Numismatiker, Syndikus und Historiker
- Michael Herberger (1712–1784), Orgelbauer
- Georg Friedrich Brander (1713–1783), Präzisionsmechaniker
- Joseph Stepling (1716–1778), deutsch-tschechischer Gelehrter
- Felix Johann Albrecht Mylius (1717–1792), Jurist, Hof- und Konsistorialrat in Sondershausen
- Friedrich Melchior Grimm (1723–1807), Schriftsteller und Diplomat
- Wolfgang Ferdinand von Dörnberg (1724–1793), preußischer Justizminister
- Joseph von Colloredo (1735–1818), österreichischer Minister und General
- Gottlob Ernst Josias Friedrich von Stein (1735–1793), sachsen-weimarischer Oberstallmeister
- Wolfgang Aigner (1745–1801), bayerischer Benediktiner und Gelehrter
- Joseph Jakob von Heckenstaller (1748–1832), Generalvikar
- Carl Ludwig Friedrich von Schwarzenau (1751–1820), Rat, Kammerherr und hessen-darmstädtischer Gesandter
- Christian Gottlieb Clostermeier (1752–1829), Jurist, Archivar, Bibliothekar und Geschichtsforscher
- Jacob Christian Gottlieb von Schäffer (1752–1826), Arzt
- Johann Ulrich Gottlieb von Schäffer (1753–1829), Arzt
- Johann Christoph Kaffka (1754–1815), Komponist
- Franz Geiger (1755–1843), deutsch-schweizerischer katholischer Theologe, geboren in Harting
- Carl Theodor Gemeiner (1756–1823), Archivar und Historiker
- Friedrich Wilhelm Loder (1757–1823), Kirchenlieddichter und Verwaltungsbeamter
- Alexander von Westerholt (1763–1827), bayerischer Staatsmann und Gelehrter
- Elisabeth zu Fürstenberg (1767–1822), Fürstin zu Fürstenberg
- Karl Alexander von Thurn und Taxis (1770–1827), Fürst von Thurn und Taxis
- Johann Nepomuk Mälzel (1772–1838), Erfinder und Mechaniker
- Ludwig Philipp von Bombelles (1780–1843), österreichischer Diplomat
- Ludwig von Wirschinger (1781–1840), bayerischer Finanzminister
- Friedrich August von Gise (1783–1860), Adliger
- Carl Weishaupt (1787–1853), bayerischer Offizier und Kriegsminister
- Prinzessin Maria Theresia von Thurn und Taxis (1794–1874), Prinzessin von Thurn-Taxis
- Carl von Hügel (1796–1870), österreichischer Diplomat, Reisender, Naturforscher und Hortologe
- Juliane Katharine Elisabet Barensfeld (* 1796), Sängerin und mögliche, aber nicht dokumentierte Widmungsträgerin von Beethovens Klavierstück Für Elise
- Karolina Gerhardinger (1797–1879), Ordensschwester
- Joseph Alois Rotermundt (1798–1852), katholischer Geistlicher und Theologe
- Johann Nepomuk Hemauer (1799–1872), Kanonikus am Kollegiatsstift bei U. L. Frau zur alten Kapelle in Regensburg und Beichtvater Ludwigs I. von Bayern
- Gottlieb August Herrich-Schäffer (1799–1874), Mediziner, Landgerichtsarzt und Entomologe
- Anton Friedrich Ludwig Pelt (1799–1861), evangelischer Theologe
- Georg Friedrich Mantey von Dittmer (1800–1840), Kapellmeister und Komponist
- Georg Friedrich Ziebland (1800–1873), Architekt und Baumeister

### 19. Jahrhundert

#### 1801 bis 1820
- Ernst Friedrich von Dörnberg (1801–1878), Chef der Thurn & Taxis’schen Gesamtverwaltung
- Maximilian Karl von Thurn und Taxis (1802–1871), Fürst von Thurn und Taxis
- Ferdinand Hessler (1803–1865), österreichischer Physiker und Hochschullehrer
- Alexander Braun (1805–1877), Botaniker und Hochschullehrer
- Friedrich Adolph Gottlieb von Eyben (1805–1889), mecklenburgischer Verwaltungs- und Hofbeamter
- Friedrich Burgmüller (1806–1874), Komponist
- Johann Bernhard von Rechberg (1806–1899), österreichischer Diplomat und Außenminister
- Carl Friedrich Canstatt (1807–1850), Arzt und Wissenschaftler
- Amalie von Lerchenfeld (1808–1888), Adlige
- Petrus Schulz (1808–1871), Geigenbauer
- Leonhard Dorst (1809–1851), Architekt und Baurat
- Johann Schiller (1812–1886), evangelischer Pfarrer und Schriftsteller
- Friedrich Gottlieb Bertram (1814–1881), Regierungsrat, Schmetterlings- und Weichtierforscher
- Anatol von Leykam (1814–1881), österreichischer General
- Nikolaus III. Esterházy de Galantha (1817–1894), Majoratsherr
- Friedrich Mergner (1818–1891), evangelischer Pfarrer und Komponist
- Georg von Narciß (1820–1897), königlich bayerischer Generalmajor

#### 1821 bis 1840
- Karl Alexander von Burchtorff (1822–1894), Regierungspräsident von Oberfranken von 1876 bis 1893
- Josef Dachs (1825–1896), österreichischer Pianist und Musikpädagoge
- Ludwig Carl Christian Koch (1825–1908), Entomologe und Arachnologe
- Andreas Oppermann (1827–1896), Jurist sowie Reise- und Kunstschriftsteller
- Maximilian Anton von Thurn und Taxis (1831–1867), designierter Erbprinz von Thurn und Taxis
- Karl von Hoffmann (1832–1903), bayerischer General der Infanterie
- Hermann von Reichlin-Meldegg (1832–1914), Offizier und Reichstagsabgeordneter
- Juliane Engelbrecht (1835–1853), katholische Jungfrau und Dulderin
- Ludwig Held (1837–1900), österreichischer Schriftsteller und Librettist
- Heinrich Lang (1838–1891), Maler, Illustrator und Schriftsteller
- Joseph Watter (1838–1913), Maler und Illustrator
- Franz Xaver Leonhard (1839–1913), katholischer Geistlicher und Mitglied des Deutschen Reichstages
- Hermann Manz (1839–1896), Verleger, Buch- und Kunsthändler
- Ludwig Mayer (1839–1878), Mediziner
- Michael Wagmüller (1839–1881), Bildhauer
- Max Roesler (1840–1922), Fabrikant
- Leonhard Tauscher (1840–1914), Politiker

#### 1841 bis 1860
- Sofie von Suppè (1841–1926), Franz von Suppès Gattin sowie als dessen Nachlassverwalterin Museumsgründerin und Mäzenin
- Karl Sigmund Christian von Grießenbeck (1844–1881), Gutsbesitzer, Amtsrichter und Mitglied der bayerischen Abgeordnetenkammer
- Adolf Oberländer (1845–1923), bayerischer Maler und Zeichner
- Theophil von Reichlin-Meldegg (1846–1910), bayerischer General
- Carl Lang (1849–1893), Meteorologe in München
- Maximilian Oberst (1849–1925), Arzt
- Max von Preysing-Lichtenegg (1849–1926), Gutsbesitzer und Mitglied des Deutschen Reichstags
- Carl Kraus (1851–1918), Pflanzenbauwissenschaftler und Pflanzenzüchter
- Rudolf Maison (1854–1904), Bildhauer
- Maximilian von Kuchler (1857–nach 1944), Generalleutnant
- Maximilian Freiherr Lochner von Hüttenbach (1859–1942), Land- und Forstwirt
- Johann Seehofer (1859–?), Gewerkschaftsbeamter
- Albrecht Stauffer (1860–1909), Historiker und Hochschullehrer

#### 1861 bis 1880
- Christine Friedlein (1862–1938), Sängerin
- Franz Carl Gerster (1853–1929), Mediziner, Geheimer Sanitätsrat
- Julius von Henle (1864–1944), Regierungspräsident in Unterfranken
- Joseph Schrembs (1866–1945), katholischer Priester und Bischof
- Hans Meyer (1867–1949), Architekt
- Albert von Thurn und Taxis (1867–1952), Fürst von Thurn und Taxis
- Oskar Freiherr Lochner von Hüttenbach (1868–1920), Lokalhistoriker und Schriftsteller
- Joseph Renner jun. (1868–1934), Organist und Komponist
- Ludwig Stephinger (1868–1941), Wirtschaftswissenschaftler und Hochschullehrer
- Ludwig Stenglein (1869–1936), bayerischer Jurist
- Eberhard Abele (1871–1948), Architekt, Innenarchitekt und Kunstgewerbeschullehrer
- Simon Oberdorfer (1872–1943), Kaufmann und Kunstradfahrer
- Otto Strobel (1872–1940), Politiker und Jurist
- Carl Laux (1873–1953), Gutsbesitzer und Mitglied des Deutschen Reichstags
- Julius von Reichert (1873–1958), Offizier
- Edgar Groll (1874–1949), Verwaltungsjurist und Bezirksoberamtmann in Günzburg
- Günther Thiem (1875–1959), Hydrologe
- Heinrich Vogt (1875–1957), Neurologe, Psychiater, Balneologe und Rheumatologe
- Eduard Baumer (1876–1939), Ingenieur und Politiker
- Hans Rauch (1876–1936), Politiker
- Ludwig Schiedermair (1876–1957), Geheimrat und Musikwissenschaftler
- Johann Baptist Fuchs (1877–1938), Offizier, Polizist und SA-Führer
- Ludwig Kunstmann (1877–1961), Bildhauer
- Hugo Obermaier (1877–1946), Prähistoriker
- Hans Breyl (1878–1958), Abgeordneter des Provinziallandtages der Provinz Hessen-Nassau
- Michael Burgau (1878–1949), Politiker
- Christian Schnabel (1878–1936), Konstrukteur
- Friedrich Manglkammer (1878–1957), Verwaltungsjurist und Senatspräsident am Oberlandesgericht München
- Johann Keil (1879–1960), Landrat im Landkreis Erlangen
- Ludwig Wirth (1879–1946), Architekt
- Emil Manz (1880–1945), Bildhauer
- Heinrich Heidenreich (1880–?), Landrat

#### 1881 bis 1900
- Franz Gürtner (1881–1941), Jurist und Reichsjustizminister
- Hans Hertlein (1881–1963), Architekt und Hochschullehrer
- Hermann Heindl (1881–?), Verwaltungsjurist und Bezirksoberamtmann in Forchheim
- Karl von Merz (1881–1962), Verwaltungsjurist und Bezirksoberamtmann in Garmisch-Partenkirchen
- Emil Brand (1881–1941), Jurist und Präsident der bayerischen Verwaltung der staatlichen Schlösser, Gärten und Seen
- Johann Baptist Maier, Künstlername: Hans Ibe (1881–1957), Gebrauchsgraphiker und Maler
- Joseph Dalman (1882–1944), Drehbuchautor
- Adolf Kunst (1882–1937), Maler, Grafiker, Radierer und Architekt; Professor an der Baufachschule München
- Otto Meyer (1882–1969), Maschinenbau-Ingenieur und Industriemanager
- Franz Aenderl (1883–1951), bayerischer Politiker
- Wilhelm Aumer (1883–1958), bayerischer Verwaltungsbeamter
- Kurt Graf (1883–1954), Schriftsteller
- Robert Poeverlein (1883–1968), Architekt
- Turi Weinmann (1883–1950), Bildhauer
- Hans Lauerer (1884–1953), evangelisch-lutherischer Pfarrer
- Eugen Trapp (1884–1955), Beamter, Oberstudiendirektor und Heimatforscher
- Josef Achmann (1885–1958), Maler und Grafiker
- Albin Angerer (1885–1979), Arzt und Studentenhistoriker
- Herman Sörgel (1885–1952), Architekt
- Walther Pauer (1887–1971), Energiewirtschafter und Hochschullehrer
- Karl Gareis (1889–1921), Politiker
- Hans Herrmann (1889–1959), Politiker und Bürgermeister von Regensburg
- Ludwig Brauneiser (1890–1948), Landrat
- Johann Josef Demmel (1890–1972), Bischof der Alt-Katholischen Kirche in Deutschland
- Otto Schottenheim (1890–1980), Oberbürgermeister von Regensburg
- Georg Britting (1891–1964), Schriftsteller und Dichter
- Franz Xaver Schindlbeck (1891–1952), Landrat
- Justin Löwenthal (1893–1969), Getreidegroßhändler und Opfer nationalsozialistischer Verfolgung
- Florian Seidl (1893–1972), Schriftsteller
- Kurt Sendtner (1893–1966), Journalist und Historiker
- Franz Joseph von Thurn und Taxis (1893–1971), Erbprinz der Familie von Thurn und Taxis
- Wolf Boneder (1894–1977), Hochspringer
- Rita Clermont (1894–1969), Schauspielerin
- Franz Ludwig Habbel (1894–1964), Aktivist der deutschen Jugendbewegung, Verleger und Sachbuchautor
- Heinz Schauwecker (1894–1977), Arzt und Schriftsteller
- Heinrich Seywald (1894–1973), Generalmajor
- Alfred Kremer (1895–1965), Maler
- Karl Zimmet (1895–1969), Widerstandskämpfer gegen den Nationalsozialismus
- Hans Diepolder (1896–1969), klassischer Archäologe
- Rosl Mayr (1896–1981), bayerische Volksschauspielerin
- Max W. Eckert (1897–1975), Sportfunktionär
- Max-Josef Pemsel (1897–1985), Offizier
- Hans Rheinfelder (1898–1971), Romanist, Sprachwissenschaftler und Literaturwissenschaftler
- Josef Riepl (1898–1987), Diplom-Ingenieur und Bauunternehmer
- Heinrich Strobel (1898–1970), Musikwissenschaftler
- Michael Barthel (1899–1960), Politiker
- Fritz Nüßlein (1899–1984), Jagd- und Forstwissenschaftler
- Eugen Dollmann (1900–1985), Diplomat und SS-Angehöriger
- Friedrich Lehner (1900–1979), Ingenieur und Verkehrsplaner
- Adalbert Probst (1900–1934), Aktivist und Jugendbundführer

### 20. Jahrhundert

#### 1901 bis 1910
- Fritz Ebenböck (1901–1982), Politiker
- Beda Thum (1901–2000), Mönch und Professor
- Alfred Zacharias (1901–1998), Grafiker und Schriftsteller
- Pater Emmeram (1902–1994), Benediktiner
- Josef Held (1902–1964), Verleger, Jurist und Politiker
- Otto Zieske (1902–1987), Maler
- Lotte Branz (1903–1987), Politikerin (SPD) und Widerstandskämpferin gegen das NS-Regime
- Willy Frank (1903–1989), SS-Hauptsturmführer und KZ-Zahnarzt
- Wilhelm Hamberger (1903–1979), Oberst der Wehrmacht und Bundeswehr
- Rudolf Karl (1903–1964), Arzt und NS-Funktionär
- Richard Korherr (1903–1989), Nationalökonom und Statistiker bei der SS
- Elisabeth Helene von Thurn und Taxis (1903–1976), Mitglied aus dem Hause Thurn und Taxis
- Franz Höhne (1904–1980), Politiker
- Hermann Kaspar (1904–1986), Gestalter, Maler und Hochschullehrer
- Franz Xaver Lehner (1904–1986), Komponist und Hochschullehrer
- Alfons Goppel (1905–1991), Politiker
- Eduard Hirnschrodt (1906–1990), Orgelbauer
- Bruno Six (1906–1984), Politiker
- Johann Zwingmann (1906–1984), nationalsozialistischer Politiker, Präsident der Reichsbahndirektion München und Leiter der Verwaltungsabteilung bei der Deutschen Bundesbahn
- Eva L’Arronge (1907–1996), Schauspielerin, Tänzerin und Hörspielsprecherin
- Josef Rußwurm (1907–1969), römisch-katholischer Geistlicher
- Levin von Gumppenberg (1907–1989), Kunsthistoriker und Jurist; bayerischer Ministerialbeamter
- Anton Wittmann (1908–1960), Pädagoge, Regierungsdirektor und Politiker
- Hubertha von Gumppenberg (1910–1999), Sozialarbeiterin und Religionspädagogin
- Johann Auer (1910–1989), katholischer Theologe
- Leonhard Deininger (1910–2002), Politiker
- Hans Geistreiter (1910–1996), Kunstmaler
- Eric Helgar (1910–1992), Sänger, Bühnen- und Filmschauspieler, Fernsehmoderator und Komponist

#### 1911 bis 1920
- Josef Feuerer (1911–1942), Widerstandskämpfer gegen das NS-Regime
- Philipp Held (1911–1993), Jurist und Politiker
- Josef Bauer (1912–1978), Jurist und Politiker
- Paul Heinrich Simon (1912–1978), Pädagoge und Politiker
- Hans Weber (1912–2003), Widerstandskämpfer gegen das NS-Regime, Politiker
- Richard Walenta (1912–1967), tschechoslowakisch-deutscher Bauarbeiter und Funktionshäftling
- Anton Hackl (1915–1984), Luftwaffenoffizier
- Rudolf Schlichtinger (1915–1994), Politiker
- Otto Schwab (1915–2015), Fußballtorwart des FC Bayern
- Franz Stigler (1915–2008), Luftwaffenoffizier
- Fritz Wurmdobler (1915–2008), Maler
- Alois Pindl (1920–2021), Kaufmann und Schulgründer
- Friederike Sailer (1920–1994), Opernsängerin
- Fritz Trenkle (1920–1996), Funktionär der Wehrmacht im Zweiten Weltkrieg

#### 1921 bis 1930
- Josef Gradl (1921–2016), Politiker
- Shaul Oettinger (* 1922), deutsch-israelischer Schriftsteller
- Richard Berger (1923–1998), Maler, Holzschneider und Graphiker
- Josef Kandlbinder (1923–2011), Fußballschiedsrichter
- Alfons Schneider (1923–2011), Lehrer und Politiker, Mitglied des Bayerischen Landtags
- Friedrich L. Bauer (1924–2015), Pionier der Informatik
- Erwin Hartmann (1924–2012), Physiker
- Oswald Heimbucher (1924–2016), Literaturwissenschaftler und Schriftsteller
- Marcellina Pustet (1924–2019), Benediktinerin, Äbtissin und Verlagslektorin
- Paul Ernst Rattelmüller (1924–2004), Heimatpfleger, Autor und Hörfunkmoderator
- Hubert Ziegler (1924–2009), Pflanzenphysiologe
- Franz Kießling (1925–2013), Architekt
- Karl Schmid jun. (1925–2015), Architekt
- Werner Scharfenberger (1925–2001), Komponist, Dirigent und Arrangeur
- Wilhelm Stöckl (1925–2006), Politiker
- Annelies Dietl (* 1926), Schriftstellerin
- Franz Paul Gall (1926–2018), Chirurg und Hochschullehrer
- Maria Emanuel Markgraf von Meißen (1926–2012), Chef des altsächsischen, ehemals königlichen Hauses Wettin
- Kurt Moser (1926–1982), Maler und Bildhauer
- Rudi Weichmann (1926–2013), Metallbildhauer und Kunsthandwerker
- Hans Dachs (1927–2011), Physiker, ordentlicher Professor für Festkörperphysik in Tübingen und Berlin
- Eduad Dietl (* 1927), Schriftsteller
- Hans Huber (1927–2023), Kapellmeister, Komponist und Jazz-Pianist
- Walter Hagen (1928–1980), Maler, Grafiker und Restaurator
- Gerhard Herbst (* 1928), Jurist und Präsident des Bayerischen Obersten Landesgerichts
- Ludwig Wiedenmann SJ (1928–2020), römisch-katholischer Ordenspriester, Missionswissenschaftler und Publizist
- Karl Dachs (1929–2016), Bibliothekar
- Otto Rausch (1929–2022), Architekt
- Gerhard Schmatz (1929–2005), Bergsteiger
- Wiltrud Rehlen (1930–1984), Volkswirtin und Politikerin
- Wilhelm Schoeppe (1930–2009), Professor Dr. med., Internist und Nephrologe

#### 1931 bis 1940
- Hubert Bucher (1931–2021), Bischof von Bethlehem in Südafrika
- Willy Harlander (1931–2000), bayerischer Volksschauspieler
- Eberhard Kraus (1931–2003), Organist, Cembalist und Komponist
- Wolfgang Mangold (1931–2023), Arzt, ärztlicher Standespolitiker und Hochschullehrer
- Egon Scheubeck (1931–2006), Maschinenbauingenieur und Manager
- Richard Wiedamann (1932–2011), Pianist, Komponist, Musikschulleiter
- Manfred Held (1933–2011), Physiker, Erfinder und Hochschullehrer
- Ernst Christoph Suttner (1933–2024), Kirchenhistoriker
- Guido Zingerl (eigentlich Heinrich Scholz; 1933–2023), Maler, Zeichner und Karikaturist
- Hans Huber (1934–2024), Boxer
- Berthold von Pfetten-Arnbach (1934–2023), Diplomat
- Sandra Paretti (1935–1994), Schriftstellerin
- Albert Schedl (1936–2009), Politiker
- Albert von Schirnding (* 1935), Lyriker, Erzähler, Essayist und Literaturkritiker
- Rupert Schmid (1935–2021), Jurist, Landrat im Landkreis Regensburg, Bezirkstagspräsident der Oberpfalz
- Manfred Schneider (1935–2016), Geodät und Hochschullehrer
- Raimund Walter Sterl (1936–2010), Organist, Komponist, Archivar und Musikhistoriker
- Kurt Suttner (* 1936), Musikpädagoge und Chorleiter
- Enzi Fuchs (* 1937), bayerische Volksschauspielerin
- Xaver Wolf (1937–2017), Ingenieur und Politiker, Mitglied des Bayerischen Landtags
- Emmeram Geser (1938–2021), Abt von Metten
- Hubert Markl (1938–2015), Präsident der Max-Planck-Gesellschaft
- Dieter Blumenwitz (1939–2005), Staats- und Völkerrechtler
- Klaus Fleischer (* 1939), Chefarzt der Tropenmedizinischen Abteilung der Missionsärztlichen Klinik Würzburg
- Wolfgang Giese (* 1939), Historiker
- Wilhelm Schlötterer (* 1939), Verwaltungsjurist
- Wolf Peter Schnetz (1939–2024), Schriftsteller und Publizist
- Rudolf Aumann (1940–2025), Chemiker
- Franz Daschner (* 1940), Mediziner
- Klaus Jockers (* 1940), Astrophysiker
- Gerhard Merkl (1940–2016), Richter, Anwalt und Politiker (CSU)
- Werner Raith (1940–2001), Philosoph, Erziehungswissenschaftler und Schriftsteller
- Hannelore Schmatz (1940–1979), Bergsteigerin

#### 1941 bis 1950
- Renate Christin (* 1941), bildende Künstlerin
- Benno Hurt (* 1941), Schriftsteller, Fotograf und Jurist
- Christa Meier (1941–2024), Oberbürgermeisterin von Regensburg
- Willi Weber (* 1942), Unternehmer, Manager und Autorennfahrer
- Heinrich Glas (* 1942), Bildhauer und Zeichner
- Peter Klotz (* 1942), Sprachwissenschaftler, Hochschullehrer
- Gerd E. Schäfer (* 1942), Pädagoge und Hochschullehrer
- Gerhard Aigner (1943–2024), Fußballfunktionär
- Johannes Müller (* 1943), Soziologe
- Reinhold Wild (* 1943), Politiker (NPD)
- Eva Demski (* 1944), Schriftstellerin
- Otto Ebnet (* 1944), Politiker
- Heinz Hofmann (* 1944), Altphilologe
- Armin Vidal (* 1944), Ornithologe
- Günther Behrle (* 1945), Komponist und Texter
- Brigitte Groneberg (* 1945), Altorientalistin
- Helmut Hofmann (* 1945), Brigadegeneral
- Eberhard Irlinger (* 1945), Politiker
- Ulrike Wax-Wörner (* 1945), Politikerin, Autorin, Germanistin und Studienrätin
- Rainer Schuwirth (* 1945), General a. D. des Heeres der Bundeswehr
- Udo Thomer (1945–2006), bayerischer Volksschauspieler
- Walter Bongartz (* 1946), Hypnoseforscher und -therapeut
- Rainer Greger (1946–2007), Nieren- und Transportphysiologe
- Johann Kremhelmer (* 1946), Jurist
- Ulrich Schubert (* 1946), österreichischer Chemiker
- Wolfram Tichy (1946–2013), Filmkritiker, Buchautor und Filmproduzent
- Helmut Wilhelm (1946–2022), Politiker
- Karlheinz Dietz (* 1947), Althistoriker
- Walter Röhrl (* 1947), Rallye- und Rennfahrer
- Maria Ammon (* 1948), Psychologin und Psychotherapiewissenschaftlerin
- Reinhold Mißelbeck (1948–2001), Kunsthistoriker
- Bernhard Heitzer (* 1949), Wirtschaftswissenschaftler und Regierungsbeamter
- Bernhard Mrohs (* 1949), Maler
- Angelika Reich (* 1949), Bibliothekarin
- Bernhard Suttner (* 1949), Politiker
- Norbert Wolf (* 1949), Kunsthistoriker
- Uli Otto (* 1949), Schriftsteller, Kulturwissenschaftler, Lehrer, Musiker
- Heinz Decker (1950–2018), Biophysiker und Hochschullehrer
- Christian Feldmann (* 1950), Journalist und Buchautor
- Manfred G. Dinnes (1950–2012), Maler, Bildhauer, Autor und Regisseur

#### 1951 bis 1960
- Thea Einöder (* 1951), Ruderin
- Peter Wittmann (* 1951), Maler und Gartenkünstler
- Lothar Bily (* 1952), Theologe und Hochschullehrer
- Klaus Eichhammer (* 1952), Kameramann
- Annette Lucks (* 1952), Künstlerin
- Christoph Boyer (* 1953), Historiker
- Erhard Dietl (* 1953), Autor, Grafiker und Liedermacher
- Reinhard Witt (* 1953), Biologe, Journalist und Planer von naturnahem Grün
- Peter Jeremy Ettl (* 1954), Schriftsteller und Herausgeber
- Walter Kimmel (* 1954), Jurist, Generalstaatsanwalt beim Oberlandesgericht Nürnberg
- Joachim Koch (1954–2008), Sozialphilosoph, Autor und Herausgeber
- Heinz-Peter Meidinger (* 1954), Gymnasiallehrer, Bundesvorsitzender des Deutschen Philologenverbandes und Präsident des Deutschen Lehrerverbandes
- Hans Hauner (* 1955), Ernährungsmediziner
- Martin Heimbucher (* 1955), reformierter Theologe und Präsident der Evangelisch-Reformierten Kirche
- Gerhard Lagleder (* 1955), Benediktinermönch
- Klaus Müller (* 1955), römisch-katholischer Priester und Professor
- Dieter Maihold (* 1955), Jurist und Richter am Bundesgerichtshof
- Stefan May (* 1956), Volkswirt
- Gerhard Waldherr (* 1956), Althistoriker
- Clemens Prokop (* 1957), Leichtathlet
- Richard Sonntag (* 1957), Journalist und Eventmanager
- Wolfgang Brunner (* 1958), Musiker
- Florian Hinterberger (* 1958), Fußballspieler und -trainer
- Stefan Keil (1958–2021), Diplomat
- Christian Schmidt-Timmermann (* 1958), Sänger und Musikpädagoge
- Wolfgang Schmidt (* 1958), Offizier, Historiker, Hochschullehrer
- Andrea Sixt (* 1958), Drehbuchautorin und Schriftstellerin
- Manfred Bründl (* 1959), Musiker, Komponist
- Bernhard Maria Fuchs (1959–2014), Maler
- Franz Rieger (* 1959), Politiker
- Johanna Brade (* 1960), Kunsthistorikerin
- Alexander Koller (* 1960), Historiker
- Thomas Mergel (* 1960), Historiker und Professor
- Hans Schanderl (* 1960), Komponist

#### 1961 bis 1970
- Kerstin Radler (* 1961), Abgeordnete des Bayerischen Landtags
- Cordula Rau (* 1961), Architektin, Kuratorin und Publizistin
- Thomas Schubert (* 1961), Komponist, Pianist und Musikwissenschaftler
- Armin Wolf (* 1961), Sportjournalist und -reporter
- Holger Ziegeler (* 1961), Diplomat und Physiker
- Günter Brandl (* 1962), Fußballtrainer
- Ulrich Eberl (* 1962), Physiker und Wissenschaftsjournalist
- Jürgen Herrlein (* 1962), Rechtsanwalt und Studentenhistoriker
- Corinna Heumann (* 1962), Künstlerin
- Johannes Schädler (* 1962), Orgelbauer, Unternehmer
- Stefan Scheider (* 1962), Journalist und Moderator
- Andrea Maria Schenkel (* 1962), Schriftstellerin
- Samuel J. Fleiner (* 1963), Konzeptkünstler und Komponist
- Wolfgang Krach (* 1963), Journalist
- Thomas Kristl (* 1963), Fußballspieler und -trainer
- Lutz Landwehr von Pragenau (* 1963), Komponist
- Elisabeth Merk (* 1963), Architektin und Stadtplanerin
- Alexandra Schreiber (* 1963), Judoka
- Edith Sitzmann (* 1963), Politikerin
- Sylvia Stierstorfer (* 1963), Politikerin
- Roswitha Wildgans (* 1963), Schriftstellerin
- Florian Faust (* 1964), Rechtswissenschaftler
- Andreas Haas (* 1964), Oberbürgermeister von Germering
- Andreas Knorr (* 1964), Inhaber des Lehrstuhls für Volkswirtschaftslehre in Speyer
- Christian Kopp (* 1964), evangelisch-lutherischer Theologe und gewählter evangelischer Landesbischof für Bayern
- Jürgen P. Lang (* 1964), Politikwissenschaftler
- Manfred Paula (* 1964), Fußballfunktionär und -trainer
- Hans Dorfner (* 1965), Fußballspieler
- Brigitte Maria Mayer (* 1965), Fotografin
- Peter Philipp Riedl (* 1965), Literaturwissenschaftler und Hochschullehrer
- Lukas Roth (* 1965), Fotograf
- Alexander Uhlig (* 1965), Kommunalpolitiker
- Jürgen Eberwein (* 1966), Politiker und Polizist
- Lilly Forgách (1966–2024), Schauspielerin
- Oliver Herwig (* 1967), Moderator und Journalist
- Ulrike Anna Bleier (* 1968), Schriftstellerin und Journalistin
- Thomas Ertl (* 1968), Marathonläufer
- Alexander Liebreich (* 1968), Dirigent
- Marco Schöller (* 1968), Islamwissenschaftler
- Robert Fajen (* 1969), Romanist
- Michael J. G. Gleissner (* 1969), Geschäftsmann, Filmproduzent und Fotograf
- Susanne Hanika (* 1969), Verhaltensbiologin, Wissenschaftlerin im Zoologischen Institut der Universität Regensburg und Autorin
- Markus Janka (* 1969), Altphilologe
- Matthias Kneip (* 1969), Schriftsteller und Publizist
- Bernhard Kotsch (* 1969), Botschafter beim Heiligen Stuhl
- Thomas Scheibel (* 1969), Biochemiker
- Stefan Lang (* 1970), Statistiker und Hochschullehrer
- Jens Meyer (* 1970), Politiker (SPD), Oberbürgermeister der Stadt Weiden in der Oberpfalz
- Wolfgang Uchatius (* 1970), Journalist

#### 1971 bis 1980
- Günther Brenner (* 1971), Schauspieler
- Dorothee Hartinger (* 1971), Schauspielerin
- Elke Kratzer (* 1971), Filmproduzentin, Autorin und Regisseurin
- Sigrid Pawelke (* 1971), Kuratorin und promovierte Performance- und Kunsthistorikerin
- David Plate (* 1971), Jazzmusiker
- Joachim Wolbergs (* 1971), Politiker und Oberbürgermeister von Regensburg
- Horst Meierhofer (* 1972), Politiker
- Nicola Raab (* 1972), Regisseurin
- Tatjana Ruhland (* 1972), Flötistin und Hochschullehrerin
- Christoph Stumpf (* 1972), Jurist
- Notburga Karl (* 1973), Künstlerin
- Sebastian Mayer (* 1973), Ruderer, Vizeweltmeister
- Cornelius von der Heyden (* 1974), Musicaldarsteller, Schauspieler und Sänger
- Vroni Kiefer (* 1974), Schauspielerin, Regisseurin und Autorin
- Tobias Lehner (* 1974), Künstler
- Wolfgang Nöth (* 1974), Tenor
- Ingo Pawelke (* 1975), Moderator, Conférencier und Kulturmanager
- Ulrike von Luxburg (* 1975), Informatikerin
- Peter Aumer (* 1976), Betriebswirt und Politiker
- Beate Teresa Hanika (* 1976), Fotografin und Schriftstellerin
- Katharina Maria Karl (* 1976), katholische Theologin
- Lukas Klotz (* 1976), Pianist
- Martin Prinz (* 1976), Straftäter
- Holger Matthias Wilhelm (* 1976), Schauspieler
- Tobias Gotthardt (* 1977), Abgeordneter des Bayerischen Landtags, Staatssekretär im Bayerischen Wirtschaftsministerium
- Bernward Schmidt (* 1977), römisch-katholischer Theologe und Kirchenhistoriker
- Maximilian Schmitt (* 1977), Opernsänger
- Christoph Betz (* 1978), Richter am Bundesarbeitsgericht
- Tanja Schweiger (* 1978), Politikerin
- Markus Giesecke (* 1979), Futsalspieler
- Oliver Beer (* 1979), Fußballspieler
- Leopold Hurt (* 1979), Komponist und Zitherspieler
- Stefan Hummel (* 1980), Koch
- Maria Theresia von Thurn und Taxis (* 1980), Wald- und Großgrundbesitzerin

#### 1981 bis 1990
- Annika Blendl (* 1981), Schauspielerin
- Johannes Großmann (* 1981), Historiker
- Markus Güntner (* 1981), DJ und Musiker
- Benjamin Appl (* 1982), Opern- und Konzertsänger (Bariton)
- Thomas Dietz (* 1982), Profi-Jongleur
- Amélie Grözinger (* 1982), Künstlerin
- Konstantin Küspert (* 1982), Schriftsteller
- Matthias Schindler (* 1982), Paracycler
- Anna Maria Sturm (* 1982), Schauspielerin
- Elisabeth von Thurn und Taxis (* 1982), Journalistin und Autorin
- Sascha Lippe (* 1983), Snookerspieler und -trainer
- Tobias Meinhart (* 1983), Jazzmusiker
- David Romminger (* 1983), Fußballspieler
- Albert Fürst von Thurn und Taxis (* 1983), Unternehmer, Rennfahrer und Milliardär
- Alexander Dotzler (* 1984), Eishockeyspieler
- Christian Huber (* 1984), Autor, Komponist, Musikproduzent und Podcaster
- Nico Sawatzki (* 1984), Maler
- Tobias Schlauderer (* 1984), Fußballspieler
- Laura Weber (* 1984), Politikerin (Bündnis 90/Die Grünen)
- Holger Graf (* 1985), Mathematiker
- Andreas Brysch (* 1986), Fußballspieler
- Nils Kreutinger (* 1986), Schauspieler
- Simone Laudehr (* 1986), Fußballspielerin
- Martin Wagner (* 1986), Fußballspieler
- Florian Tausendpfund (* 1987), Fußballspieler
- Andreas Güntner (* 1988), Fußballspieler
- Lukas Schmidt (* 1988), Badmintonspieler, Vize-Europameister
- Kerstin Göpfrich (* 1990), Biophysikerin, Molekularbiologin und Hochschullehrerin
- Simone Müller (* 1990), Schauspielerin
- Evelyn Weigert (* 1990), Fernsehmoderatorin, Sängerin, Podcasterin und Autorin

#### 1991 bis 2000
- Corinna Harrer (* 1991), Leichtathletin
- Maximilian Mayer (* 1991), Sänger
- Christian Neuert (* 1992), Eishockeyspieler
- Julius Forster (* 1993), Schauspieler
- Max Rädlinger (* 1993), Kirchenmusiker
- Anna Schaffelhuber (* 1993), Monoskifahrerin
- Max Merz (* 1994), Basketballspieler
- Maximilian Schmidt (* 1994), Koch, Michelin-Stern
- Kevin Hoffmann (* 1995), Fußballspieler
- Benedikt Kirsch (* 1996), Fußballspieler
- Julian Lautenschlager (* 1996), Eishockeyspieler
- Clara Bernklau (* 1997), Schauspielerin
- Yannick Drews (* 1997), Eishockeyspieler
- Florian Kastenmeier (* 1997), Fußballtorwart
- Matti Schmid (* 1997), Profigolfer
- Laila Schuster (* 1997), Schauspielerin
- Alexander Weidinger (* 1997), Fußballtorwart
- Alexander Freitag (* 1999), Fußballspieler
- Simon Rager (* 2000), Organist und Kirchenmusiker
- Lisa Schöppl (* 2000), Fußballspielerin
- Lisa Schulte (* 2000), österreichische Rennrodlerin
- Florian Schwegler (* 2000), Journalist und Fernsehmoderator
- Björn Zempelin (* 2000), Fußballspieler

### 21. Jahrhundert
- Jalen Hawkins (* 2001), US-amerikanisch-deutscher Fußballspieler
- Christoph Preiß (* 2001), Pianist, Organist und Kirchenmusiker
- HeyMoritz (* 2002), Webvideoproduzent
- Julian Kudala (* 2002), Fußballspieler
- Nils Lichtlein (* 2002), Handballspieler
- Kenan Yıldız (* 2005), türkisch-deutscher Fußballspieler
- Can Uzun (* 2005), türkisch-deutscher Fußballspieler
- Max Meyer (* 2006), Fußballspieler
- Leopold Wurm (* 2006), Fußballspieler

## Bekannte Einwohner von Regensburg
Bis 1259 war Regensburg Residenz der bayerischen Herzöge, die somit auch als Einwohner Regensburgs gelten können; siehe dazu die Liste der Herrscher Bayerns.
- David von Augsburg (≈1200–1272), mystischer Schriftsteller
- Johann Neuhauser (Kanzler), († 1516) bayerischer Kanzler, Domdekan von Regensburg
- Lorenz Hochwart (≈1493–1570), Theologe, Geistlicher, Jurist und Historiker, Domprediger und Domherr in Regensburg
- Johann Kandler (≈1530–1600), Rechenmeister, Verfasser eines Rechenbuchs
- Georg Achatz Heher (1601–1667), Jurist, Diplomat und Kanzler, Vizekanzler und Direktor der Kriegskanzlei in Regensburg, späterer Gesandter beim Reichstag
- Balthasar Balduin (1605–1652), Superintendent in Regensburg von 1648 bis 1652
- Georg Wendler (1619–1688), Rechenmeister, Verfasser eines Rechenbuchs
- Rudolf Wilhelm von Stubenberg (1643–1677), Mitglied der Fruchtbringenden Gesellschaft
- Joachim Ludwig von Schwartzenau (1713–1787), Gesandter am Immerwährenden Reichstag, Grabstätte/Epitaph auf dem Gesandtenfriedhof bei der Dreieinigkeitskirche
- Christian Gottfried Oertel (1718–1775), Legationskanzlist und Fachschriftsteller
- Johann Gottlieb Schäffer (1720–1795), Arzt und Naturforscher, Stadtphysicus von Regensburg
- Johann Eustach von Görtz (1737–1821), Diplomat und 1. Ehrenbürger Regensburgs (1820)
- Karl Theodor von Dalberg (1744–1817), Erzbischof. Nach 1803 regierender Fürst im Fürstentum Aschaffenburg und im Fürstentum Regensburg Tod
- Joseph Benedikt von Thurn-Valsassina (1744–1825), Dompropst und Regierungspräsident im Fürstentum Regensburg
- Caroline von Görtz, geb. von Uechtritz (1749–1809), Adlige
- Georg Nikolaus Nissen (1761–1826), dänischer Diplomat und Schriftsteller
- Cölestin Weinzierl (1774–1847), deutscher Dompropst und MdL Bayern
- Adalbert Müller (1802–1879), Schriftsteller und Landeskundler
- Josef Anselm Pangkofer (1804–1854), Mundartdichter
- Johann Georg Mettenleiter (1812–1858), Kirchenmusiker, Chorregent und Organist an der Stiftskirche zur Alten Kapelle
- Ludwig Mehler (1816–1872), Dechant des Stifts St. Johann, Schriftsteller und Gymnasiallehrer in Regensburg
- Dominicus Mettenleiter (1822–1868), Geistlicher, Kirchenmusiker und Musikschriftsteller, wirkte an der Stiftskirche zur Alten Kapelle
- Willibald Apollinar Maier (1823–1874), katholischer Theologe und Publizist, Bischofssekretär in Regensburg
- Eugen von Baumgarten (1865–1919), Maler und Karikaturist
- Hermann Bäuerle (1869–1936), katholischer Theologe und Kirchenmusiker, 1899–1909 Hofkaplan bei Fürst von Thurn und Taxis, 1901–1908 Lehrer an der Kirchenmusikschule in Regensburg
- Paul Reiß (1883–1958), Direktor der Heil- und Pflegeanstalt Karthaus-Prüll in Regensburg sowie Psychiater und Euthanasiebeteiligter
- Josef Achmann (1885–1958), Maler und Grafiker
- Hans Dachs (1886–1966), Historiker
- Hans-Henning von Voigt (1887–1969), Künstler
- Ralf von Saalfeld (1900–1947), Komponist, Stadtkantor von Regensburg
- Theobald Beer (1902–2000), katholischer Priester und Lutherforscher
- Johann Maier (1906–1945), katholischer Priester, Domprediger in Regensburg und Opfer des Nationalsozialismus
- Erika Eisenblätter-Laskowski (1908–2003), Malerin und Bildhauerin
- Hans Jakob (1908–1994), Fußballtorwart, Olympiateilnehmer 1936
- Willi Ulfig (1910–1983), Künstler
- Karl Männer (1911–1980), Heimatpfleger
- Rudolf Pikola (1916–1970), Politiker und Schriftsteller
- Klaus Gamber (1919–1989), Priester und Liturgiehistoriker
- Michael Dirrigl (1923–2002), Autor, Historiker und Pädagoge
- Gertrud Benker (1925–2021), Schriftstellerin
- Lore Schretzenmayr (1925–2014), Genealogin und Gründerin des Sudetendeutsche Genealogische Archiv (SGA) in Regensburg
- Ruth Seutter von Loetzen (1926–2012), Schauspielerin
- Ferdinand Ulrich (1931–2020), Philosoph
- Albrecht Mannschreck (1934–2023), Chemiker
- Dietrich Birnbaum (1942–2017), Herzchirurg
- Peter Gottwald (* 1944), Jurist
- Elfi Hartenstein (* 1946), Schriftstellerin
- Peter Welnhofer (* 1948), Politiker
- Joseph Berlinger (* 1952), Schriftsteller und Regisseur
- Matthias Schlüter (* 1952), Bildender Künstler
- Ernst-Wilhelm Händler (* 1953), Unternehmer und Schriftsteller
- Erwin Aschenbrenner (* 1954), Reiseveranstalter und Böhmerwald-Experte
- Ilona Haslbauer (* 1956), Hauptperson in einer umstrittenen deutschen Justizaffäre betr. Zwangsunterbringung in der Forensischen Psychiatrie
- Barbara Krohn (* 1957), Schriftstellerin und Übersetzerin
- Klaus Schäfer (* 1958), katholischer Seelsorger im Universitätsklinikum
- Jörg Schemmann (* 1959), Maler und Zeichner
- Thomas Rudner (* 1961), Politiker
- Astrid Rank (* 1969), Pädagogin und Hochschullehrerin
- Anja Utler (* 1973), Schriftstellerin
- Meike Munser-Kiefer (* 1973), Pädagogin und Hochschullehrerin
- Birgit Muggenthaler (* 1974), Folk-Musikerin
- Stefan Ulrich (* 1976), Wasserspringer
- Lucy Scherer (* 1981), Musicaldarstellerin und Schauspielerin
- Lena Vogt (* 1981), Schauspielerin (u. a. Staatsoper Berlin)
- Anton Schynder (* 1987), Fußballspieler
- Phillip Böhm (* 2002), Fußballtorwart